# USS Boise (SSN-764)
El USS Boise (SSN-764) de la Armada de los Estados Unidos fue un submarino nuclear de la clase Los Angeles. Fue puesto en gradas en 1988, botado en 1991 y comisionado en 1992.

## Construcción e historia
Construido por Newport News Shipbuilding (Newport News, Virginia), fue puesto en gradas el 28 de agosto de 1988, botado el 23 de marzo de 1991 y comisionado el 7 de noviembre de 1992.